# 霍格華茲教職員列表

《哈利波特：死神的聖物Ⅱ》中出現的四位霍格華茲的教職員，由左至右為：帕莫娜·芽菜（米瑞安·玛格莱斯 飾）、帕琵·龐芮夫人（蓋瑪·瓊斯 飾）、赫瑞司·史拉轟（吉姆·布洛班特 飾）及阿各·飛七（大衛·布拉德利 飾）。

霍格華茲教職員列表（英語：Hogwarts staff），列出J·K·羅琳撰寫的小說系列《哈利波特》中，霍格華茲魔法與巫術學院的校務人員，包含教師、行政人員和學校僱工。

## 職位簡介
| 職位名稱   | 英文職位名稱                           | 人數               | 簡介 | 任命者                 |
| ---------- | -------------------------------------- | ------------------ | --- | ---------------------- |
| 校長       | Headmaster／Headmistress               | 1                  | 綜合處理校務，並領導全校師生。校長擁有極大權力，在必要時保護霍格華茲，並能決定教師任免。霍格華茲的校長室亦有魔法，不是合法校長的人無法將此處當成辦公室使用。桃樂絲·恩不里居雖然曾任霍格華茲校長，但由於她是被魔法部冊封，而非由理事會指派，故為非法校長，所以她無法使用校長室，而是使用她的舊辦公室（黑魔法防禦術教授辦公室）做為臨時校長室。 | 霍格華茲學校理事會決議 |
| 副校長     | Deputy headmaster／Deputy headmistress | 1                  | 副校長是校長助手，平常以教授身分教導學生，在特殊情況時（校長失能、死亡或退休）擔任代理校長或繼位，直到理事會派出新校長。 | 校長                   |
| 學院導師   | Dean（s）                              | 4                  | 學院導師屬於教授職位的範疇延伸，而四大學院皆有一位導師。導師對自己的學院全權負責，帶領學生與其他學院共存合作，並負責該學院學生在校生活輔導、課業情形、升學就業。 | 校長                   |
| 教授       | Professor（s）                         | 12（包含學院導師） | 教授們是普通教師，教導學生自己的專業科目，有權獎勵或懲罰學生。教授們都是強大的巫師與女巫。可以說，霍格華茲的教職員們都是菁英巫師，而大部分的教授也在霍格華茲大戰中存活。 | 校長                   |
| 護士長     | Matron                                 | 1                  | 負責照顧傷病師生。 | 校長                   |
| 管理員     | Administrator                          | 1                  | 學校職員，不參與授課任務，負責打掃城堡以及檢舉違規學生。 | 校長                   |
| 理事       | Governor（s）                          | 12                 | 負責組成霍格華茲的學校理事會，辦理一些有關學校行政人員任免的事務。 |                        |
| 獵場看守人 | Gamekeeper                             | 1                  | 阿不思·鄧不利多在魯霸·海格被學校開除後，為使其能夠留在霍格華茲，而說服時任校長阿曼多·狄劈特別賜予他的頭銜。此職位無實際職權，平常負責看守禁忌森林，確保不讓學生進入。 | 校長                   |
| 總督察     | Chief Inspector                        | 1（特殊職位）      | 桃樂絲·恩不里居入駐時由英國魔法部設立，可以修改校規、依法監察學校內政，並代替校長決定教師人選（在校長無法找到合適的人選時）。後廢除。 | 英國魔法部             |

## 教職員及職位
以下是《哈利波特》系列中的著名教職員。
| 中文姓名                | 英語姓名                    | 在任期間                          | 任教科目／職位                              | 簡介 |
| ----------------------- | --------------------------- | --------------------------------- | ------------------------------------------- | --- |
| 阿不思·鄧不利多         | Albus Dumbledore            | 1955年—1995年 1996年6月—1997年6月 | 變形學（前期兼任黑魔法防禦術）／副校長→校長 | 鄧不利多是1955年接任成為校長以前曾教授變形學，同時兼任黑魔法防禦術教授，也是葛來分多學院的負責教授，因擔任校長而退任。他也是鳳凰會的創立者，他於創立鳳凰會之前的數十年便已是霍格華茲的校長（哈利波特出生前數十年）。鄧不利多教授接任校長前是變形學教授（前期兼黑魔法防禦術教授），當時亦是葛來分多學院的導師及副校長。他被授予了許多頭銜，當中大部分被魔法部部長康尼留斯·夫子指控鄧不利多密謀接管魔法部而遭撤職。在哈利波特六年級時，鄧不利多要求石內卜把他殺死。鄧不利多因為是校長而退任教職，但其於1996年時曾親自指點哈利波特，帶他觀看佛地魔的過去，引導他尋找並摧毀分靈體，為哈利波特在霍格華茲大戰毀滅佛地魔建立了基礎。 |
| 阿拉特·穆敵（瘋眼穆敵） | Alastor "Mad-Eye" Moody     | 1960年—1998年5月2日               | 黑魔法防禦術                                | 穆敵於《》中被任命為黑魔法防禦術教授（哈利波特四年級時），但他不會真正的任教。他是一名前正氣師，其外號是由於他因工作期間失去眼睛並裝上魔法義眼而得名。在該小說的尾聲，真正的穆敵被小巴堤·柯羅奇以變身水冒充，他計劃把哈利·波特活捉給佛地魔，以協助佛地魔重生。穆敵於該系列中重新出現為一名活躍的鳳凰會成員，他於《》裡的「七個波特」的行動中不幸地被佛地魔殺害。 |
| 艾米克·卡羅 艾朵·卡羅   | Amycus Carrow Alecto Carrow | 不詳                              | 黑魔法防禦術／副校長 麻瓜研究／副校長       | 卡羅兄妹為食死人雙胞胎，二人的職位都是副校長，以繼續維持對霍格華茲的控制。在《》中，二人於石內卜作為校長的政權下負責保持恐懼的管治和懲處的事宜。艾米克·卡羅教授黑魔法防禦術；然而他所教的並不涉及防禦術，因為該科目已更改為黑魔法，以致他經常教導學生一些不赦咒（Unforgivable Curses），並公開鼓勵學生在自己被處罰的同學身上練習；艾朵·卡羅接替波八吉成為麻瓜研究的教授，那是現時的必修科目；然而，她並非鼓勵學生對麻瓜的理解，她所教的是意識形態，並指麻瓜不比動物好。在《死神的聖物》中，艾朵·卡羅於雷文克勞公共休息室裡被露娜·羅古德擊昏了。哈利·波特於艾米克·卡羅朝麥教授的臉上吐唾液時，對他施展酷刑咒，這使艾朵·卡羅很震驚。麥教授後來估計二人會於霍格華茲留下來，於是向二人施展蠻橫咒奪走其兄妹的魔杖，並把艾米克與他失去了意識的妹妹綁在一起。 |
| 佛地魔（湯姆·瑞斗）     | Voldemort                   | 不詳                              |                                             | 1997年霍格華茲大戰爆發前夕，佛地魔勢力滲入學校。他命令石內卜教授出任校長，再安排卡羅兄妹到學校當老師並兼任副校長，藉以向學生們灌輸黑魔法思想。佛地魔雖從未擔任教職，卻控制了霍格華茲的校務整整一年。 |
| 阿各·飛七               | Argus Filch                 | 不詳                              | 管理員                                      | 整個系列中，飛七是霍格華茲裡的爆竹（Squib）管理員，擁有一隻貓名為拿樂絲太太（Mrs. Norris）。飛七對校內的所有學生都懷有強烈恨意，並為自己沒有魔法天賦而感到痛苦。在《》中，哈利波特在飛七辦公室裡無意間發現辦公桌抽屜裡放著速成咒術課程。他最大的夢想是可以將學生用鐵鍊吊在天花板上鞭打，也就是得到校長親簽的《鞭打許可》。不過阿不思·鄧不利多在位期間，始終不允許飛七體罰學生，只有在桃樂絲·恩不里居任代理校長期間短暫予以批准。但是隨著恩不里居被趕出霍格華茲，此許可也跟著失效。 |
| 奧羅拉·辛尼區           | Aurora Sinistra             | 不詳                              | 天文學                                      | 整個系列中的天文學教授。在《》中，辛尼區教授協助孚立維教授把石化了的學生賈斯汀·方列里移送到霍格華茲的醫院側翼；在整個系列中，她被偶爾提及到。 |
| 芭斯謝達·巴布林         | Bathsheda Babbling          | 不詳                              | 古代神秘文字研究                            | 至少在妙麗·格蘭傑選修古代神秘文字研究這課程的時候，她就是任教的教師，哈利波特與榮恩·衛斯理沒有選修此課程。巴布林教授並沒有出現於該系列的電影中。 |
| 慈恩·波八吉             | Charity Burbage             | 不詳                              | 麻瓜研究                                    | 哈利波特七年級前的麻瓜研究教授；她在《》前沒有出現過（哈利波特和榮恩·衛斯理沒有選修此課）。由於她教授有關麻瓜的科目，故她對麻瓜有個良好的印象，甚至於《預言家日報》中撰文讚賞他們，這跟食死人的哲學認為純血巫師擁有至高無上的地位互有衝突。她於第七集中被佛地魔囚禁；她於身亡前遭佛地魔折磨並以索命咒殺害，隨後被娜吉妮吃掉。該角色在電影《哈利波特－死神的聖物I》中短暫出現，由卡羅琳·皮寇斯飾演。 |
| 卡斯伯特·丙斯           | Cuthbert Binns              | 不詳                              | 魔法史                                      | 他是整個系列中的魔法史教授。丙斯教授是霍格華茲裡唯一的幽靈教授，據說有一天他在教授休息室的椅子上小睡一會，在睡夢中因火災而去世；後來，他只是乾脆起來教授他的下一課時就「離開了身體」。他的課堂被描述為出了名的枯燥無聊，並提到據說其課堂上最讓人興奮的是他「從黑板進入課室」。作為幽靈，他似乎沒有意識到自己從生存到死亡的變化。在第二部小說中，他於學生們的詢問下描述了消失的密室之傳說，但在電影中的版本被問到的人是麥教授，因為丙斯並沒有於任何電影裡出現。他經常都心不在焉的弄錯學生的名字，若然看到課堂上學生滿座會讓他感到很驚訝。 |
| 桃樂絲·恩不里居         | Dolores Umbridge            | 1995年—1996年6月（代理）          | 黑魔法防禦術／總督察／代理校長              | 在《》中成為黑魔法防禦術教授（哈利波特五年級時）。她獲魔法部任命處理該年暑假延續下來有關佛地魔重生並歸來的傳聞。恩不里居在魔法部強行介入霍格華茲下成為代理校長一年多，成為了那裡的首席及唯一的最高調查員。她企圖奪取霍格華茲的控制權並取代鄧不利多。她在位期間利用魔法部賜給她的額外職權組成霍格華茲督察小組、強行審查教師們的授課專業度並在未經校長同意下私自解雇她認為「不合格」的教師（她甚至把鄧不利多教授給趕出學校），做出許多無視霍格華茲校規的行為，引來教師們的不滿。最終，魔法部長康尼留斯·夫子在神秘部門親眼見證佛地魔復活回歸以後，命令她離開霍格華茲。 |
| 菲力·孚立維             | Filius Flitwick             | 1970年代至今                      | 符咒學                                      | 整個系列中的符咒學教授和雷文克勞學院的負責人。他也在《》及《》中作為學校合唱團的指揮。 |
| 翡冷翠                  | Firenze                     | 不詳                              | 占卜學                                      | 他是一名人馬，他之前跟其族群居於禁忌森林。在《》中，當西碧·崔老妮被桃樂絲·恩不里居解僱後，鄧不利多聘請他代替教授占卜學課程。其他人馬發現此事後認為他幹了不光彩的事而並把他趕離族群。在《》中，西碧·崔老妮重返教席，但由於翡冷翠跟其族群的狀況，鄧不利多讓他們二人同時分擔占卜學課程的教務，直至翡冷翠於霍格華茲大戰後返回禁忌森林。 |
| 吉德羅·洛哈             | Gilderoy Lockhart           | 不詳                              | 黑魔法防禦術                                | 在《》裡的黑魔法防禦術教授（哈利波特二年級時）。他的魅力及在巫師界的人氣很受女學生的崇拜，但事實上他是個懦夫和騙子，他從其他巫師身上得到一些故事，然後利用記憶咒清除他們的記憶。後來在通往蛇妖的地道中，他企圖向哈利與榮恩施展記憶咒，卻被自己所施的記憶咒逆火反彈擊中自己（因為榮恩斷掉了的魔杖），導致失憶完全不記得曾經發生的事，至今仍在聖蒙果醫院接受長期治療。 |
| 赫瑞司·史拉轟           | Horace Slughorn             | 1981年之前 1995年之後             | 魔藥學                                      | 霍格華茲的前魔藥學教授及前史萊哲林學院負責人（1981以前），他於《》開學前的暑假時同意從退休中重返教職復任魔藥學教授。史拉轟於佛地魔接管霍格華茲並任命石內卜為校長時仍續任魔藥學教授並重掌史萊哲林學院負責人職務，並在《》中與其他同事們一起堅定不移地跟佛地魔對抗。 |
| 厄瑪·平斯               | Irma Pince                  | 不詳                              | 圖書館管理員                                | 整個系列中的霍格華茲圖書館管理員。她對圖書館藏書的佔有慾和保護性都非常強，猶如「吃不飽的禿鷲」一般，鄧不利多也認同這一點，她更多次對著不小心使用圖書館藏書的榮恩·衛斯理和哈利波特尖叫。鄧不利多指，雖然她同意讓霍格華茲的《古往今來的魁地奇》（Quidditch through the Ages）以特殊的傳真副本保存以交出這本書，但這跟她的天性背道而馳，以至於她被一種不尋常的癱瘓形式擊中，以至鄧不利多不得不手動把書本從她的手指中撬出。 |
| 麥米奈娃                | Minerva McGonagall          | 1956年—1998年                     | 變形學／副校長→校長                         | 整個系列中的變形學教授，以及葛來分多學院的負責教授，於佛地魔接管霍格華茲前同時兼任副校長的職位。當鄧不利多於《消失的密室》中被解僱時成為代理校長，因擔任校長而退任教職。當鄧不利多於《混血王子的背叛》中去世時再度成為代理校長，她在《被詛咒的孩子》中被透露成為校長。 |
| 歐哥                    | Ogg                         | 不詳                              |                                             | 前任鑰匙管理員。 |
| 阿破·普哥               | Apollyon Pringle            | 不詳                              |                                             | 亞瑟·衛斯理時代的前任鑰匙管理員。 |
| 帕莫娜·芽菜             | Pomona Sprout               | 不詳                              | 草藥學                                      | 整個系列中的草藥學教授及赫夫帕夫學院的負責人。她擔任此職多年，於霍格華茲大戰後仍留在此崗位，直到她退休並由奈威·隆巴頓接任，奈威·隆巴頓於結局的尾段中據說成為了草藥學教授。 |
| 帕琵·龐芮夫人           | Poppy Pomfrey               | 不詳                              | 護士長                                      | 整個系列中，她是負責霍格華茲醫院側翼的護士長，數十年來都擔任此職。曾經提到她曾於聖蒙果醫院內工作，後來轉職至霍格華茲。她有工作嚴格的聲譽，當她面對著桃樂絲·恩不里居及後來的食死人虐待學生，她都未曾考慮過辭職，拒絕於學生最需要她的時候離開他們。 |
| 奎里纳斯·奎若           | Quirinus Quirrell           | 不詳                              | 麻瓜研究→黑魔法防禦術                       | 在《神秘的魔法石》裡的黑魔法防禦術教授（哈利波特一年級時），屬於雷文克勞學院。他後來投向佛地魔陣營，企圖替佛地魔偷取魔法石，並在該集的最後死亡。 |
| 雷木思·路平             | Remus Lupin                 | 1960年—1998年5月2日               | 黑魔法防禦術                                | 《阿茲卡班的逃犯》中的黑魔法防禦術教授（哈利波特三年級時），深受學生愛戴的他（除史萊哲林的學生外）成為了最佳的黑魔法防禦術教授。他於該集的尾聲時因石內卜透露已經得知其狼人身分而辭職。他後來於鳳凰會的密令中成為鳳凰會的成員，並跟小仙女·東施於《死神的聖物》中結婚，二人育有兒子──泰迪·路平，哈利波特並成為其教父。路平夫婦二人於霍格華茲大戰中被食死人殺害，哈利波特透過重生石跟他和哈利波特的父母以及天狼星·布萊克對話，眾人都是路平於霍格華茲時的好友。 |
| 賽佛勒斯·石內卜         | Severus Snape               | 1981年—1997年                     | 魔藥學→黑魔法防禦術→校長                    | 哈利波特於一年級至五年級時的魔藥學教授，也是一年級至六年級時的史萊哲林學院負責教授。由於退休了的史拉轟教授復任為魔藥學教授，故石內卜於哈利波特六年級時轉任黑魔法防禦術教授。石內卜於《死神的聖物》中被佛地魔操控的魔法執行部部長皮爾斯·辛克尼斯（Pius Thicknesse）任命成為校長，直至石內卜在最終章裡被佛地魔殺害。 |
| 羅蘭達·胡奇夫人         | Rolanda Hooch               | 不詳                              | 飛行學                                      | 一年級學生的飛行學教練，及整個系列中的魁地奇球賽裁判。她被描述為有短而尖的灰白色頭髮，護目鏡下藏著她那雙如黃鷹一般的銳利眼睛。她曾經跟孚立維教授一起測試哈利波特的火閃電掃帚是否有黑魔法的存在。 |
| 魯霸·海格               | Rubeus Hagrid               | 不詳                              | 奇獸飼育學／鑰匙管理員／獵場看守員          | 最初作為獵場看守員及鑰匙管理員的混血巨人（巫師父親、巨人母親），於就讀霍格華茲三年級時被指控釋放野獸謀殺麻瓜後代（事實上是佛地魔釋放密室蛇妖所致），為此被魔法部折斷魔杖並開除霍格華茲學籍。他於哈利波特三年級時接替西納華·焦壺教授成為奇獸飼育學教授。他習慣向學生介紹一些他自己認為沒有傷害性的危險生物。哈利波特、榮恩·衛斯理和妙麗·格蘭傑取得普等巫測及格證書後，未於超勞巫測進階課程中選修此科目。 |
| 塞蒂瑪‧薇朵             | Septima Vector              | 不詳                              | 算命學                                      | 整個系列中的算命學教授，據說會給學生大量的功課。她只被描述到她所教授的算命學是妙麗·格蘭傑最喜愛的課堂，但哈利波特和榮恩·衛斯理並沒有選修此科目。 |
| 西納華·焦壺             | Silvanus Kettleburn         | 不詳                              | 奇獸飼育學                                  | 自鄧不利多的前任──阿曼多·狄劈校長（Armando Dippet）在任時期的奇獸飼育學教授，他最終於《阿茲卡班的逃犯》的開學禮前退休，以「跟他僅餘的幾肢共度時間」，而其職位由魯霸·海格補上。 |
| 西碧·崔老妮             | Sybill Trelawney            | 不詳                              | 占卜學                                      | 自1980年代起成為占卜學教授，直至《鳳凰會的密令》中被桃樂絲·恩不里居開除。這段時間由人馬翡冷翠暫代其教職，她於《混血王子的背叛》及《死神的聖物》中返回任教，並跟翡冷翠共同分擔教職。 |
| 薇米·葛柏蘭             | Wilhelmina Grubbly-Plank    | 不詳                              | 奇獸飼育學                                  | 奇獸飼育學的代課教授，她首次出現於《火盃的考驗》，於魯霸·海格不能任教時接替他的工作，並於《鳳凰會的密令》時海格執行鳳凰會的任務時代替他授課。跟哈利波特同屆的大部分學生都喜歡她，因她不像魯霸·海格，她較樂意教授一些沒有毒牙和致命利爪的生物。儘管哈利波特最初不信任她的能力可與魯霸·海格相比，她是個稱職的教授 ：她能夠得知嘿美（Hedwig）的受傷原因，雖然有少許困難但仍能治癒牠。 |
| 嘉拉堤·美思             | Galatea Merrythought        | 不詳                              | 黑魔法防禦術                                | 50年前的黑魔法防禦術教授。 |
| 奈威·隆巴頓             | Neville Longbottom          | 不詳                              | 草藥學                                      | 19年後的藥草學教授。 |
| 哈利·波特               | Harry Potter                | 不詳                              | 黑魔法防禦術（講座）                        | 19年後的他偶爾會回到霍格華茲，為學生講授黑魔法防禦術。 |

- 註：鄧不利多從多年前拒絕讓佛地魔擔任黑魔法防禦術教授開始，該科目每年都會換一位教師，疑似是因為佛地魔下的詛咒，佛地魔死後此職務恢復正常[來源請求]。

## 著名教授及教職員

### 阿各·飛七
阿各·飛七（Argus Filch）是霍格華茲的管理員。雖然飛七並非一個奸角，但飛七脾氣暴躁，使飛七在學生當中不受歡迎，偶爾會引起教師和其他教職員緊張或惱怒。飛七對霍格華茲城堡內的秘密與捷徑幾乎無人能及，除了劫盜地圖的使用者（例如衛斯理雙胞胎兄弟弗雷和喬治·衛斯理、榮恩·衛斯理、哈利波特及妙麗·格蘭傑）以及佛地魔本人以外。飛七喜歡嚴厲懲罰學生，因此他興高采烈地與桃樂絲·恩不里居結盟。飛七極度厭惡泥土、動畫玩具，以至所有其他可能會干擾飛七創造出一個井然有序、一塵不染的霍格華茲的渴望。飛七也被描繪成對惡作劇皮皮鬼帶有持續的敵意，飛七不斷對抗著皮皮鬼吵鬧的惡作劇，並經常告訴鄧不利多指應該把皮皮鬼趕出霍格華茲。飛七還喜歡於晚上在霍格華茲的走廊中漫步，大概是希望把那些不在床上睡覺的學生捉個正著。
在哈利波特系列電影中，飛七的角色由大衛·布拉德利飾演，拿樂絲太太分別由三隻緬因貓飾演。

### 菲力·孚立維
菲力·孚立維（Filius Flitwick）是霍格華茲的符咒學教授及雷文克勞學院的導師，是一位半妖精。小說中的他被描述為個子十分矮小，就像矮人一般的人，亦提及他曾是學校的模範生及前決鬥比賽冠軍。在中，他以自己的魔法技能來協助霍格華茲交誼廳作聖誕佈置。他也是守護魔法石的教授之一，他透過施咒讓約百枚鑰匙夠同時飛行，從而使外來者難以找到通往下一個密室的門匙。
在哈利的二年級，孚立維協助奧羅拉·辛尼區教授把石化的學生賈司汀·芬奇-方列里（Justin Finch-Fletchley）送到校內的醫院側翼。在中，在天狼星·布萊克第二次潛入霍格華茲後，孚立維教導前門認出天狼星·布萊克的照片，若他試圖闖入就立即封鎖。孚立維於哈利四年級時舉行的三巫鬥法大賽的第三項任務中，他協助於迷宮的周邊地方巡邏。在中，孚立維移除了大部分由弗雷和喬治·衛斯理研發的活動沼澤（Portable Swamp），儘管他之前為了惹怒桃樂絲·恩不里居而沒有觸碰其活動沼澤。然而，他確實選擇留下了一小片，因為他認為那是「一個精采的魔法」，並作為向衛斯理雙胞胎的致敬。在接近尾聲時，麥教授讓孚立維請求作為校長的石內卜提出，協助鳳凰會對抗入侵校園的食死人。他在霍格華茲大戰中請求石內卜的幫忙後，他崩潰了。
在中，孚立維堅持認為羅威娜·雷文克勞的王冕是遺失了，而哈利（以及鄧不利多）把他描述為模範生，據說他從未進入過萬應室，以致他從來沒有想過王冕可能是隱藏於那裡。霍格華茲大戰前夕，孚立維先是跟麥教授和芽菜教授把石內卜趕出霍格華茲城堡，後來亦在城堡周圍施下防護性的咒語以阻礙佛地魔與即將來到的食死人。後來他又跟入侵者作戰，於牙克厲正面交鋒時隻身擊敗了食死人杜魯哈。
在電影改編版本中，孚立維由瓦維克·戴維斯飾演。羅琳說：「我必須承認，當我在電影中看到孚立維時被嚇了一跳，他看起來非常像一個妖精／矮人（我從沒有真正向製片人詢問過他是什麼樣子），因為在我的想像中，孚立維簡直就像一個十分矮小的老男人。」然而，羅琳於其官方網站上提到孚立維是個「有點妖精血統」的人類。在中，他於銀幕上的外觀有著顯著的變化，在其中他呈現出更人性化的外觀而減少了矮人般的特徵，他留著其光滑的深色頭髮與鬍子。根據演員戴維斯的說法，這個留著小鬍子的角色原本不應該是孚立維；孚立維原本於《阿茲卡班的逃犯》的劇本中是不存在的，但製片人（大概是大衛·海曼）新增了新角色，作為校內合唱團和管弦樂團的指揮，被稱為「合唱團大師」，故此戴維斯能夠於電影中出現。的導演米克·紐維爾較喜歡其新外貌，「並從那一刻起，該角色被人認識為『菲力·孚立維』。」
孚立維生於10月17日，然而其出生年份則從未於小說或電影中提到。

### 翡冷翠
翡冷翠（Firenze）是生活在霍格華茲周邊的禁忌森林的人馬一族成員，他們的上半身是個男性的身軀，腰部以下則是馬的身體，擁有四條腿及尾巴。他跟一般人馬同樣對天命十分敬畏且感到生命的無定，充滿智慧但卻長處旁觀心態，但相比其他人馬對巫師的厭惡，他對人類沒有那麼大排斥心，並不吝伸出援手。
翡冷翠於中曾短暫現身警告哈利·波特有關佛地魔的事，並保護他未受奎若教授攻擊；後來翡冷翠於第五集中接受了鄧不利多的邀請，接替遭桃樂絲·恩不里居開除的西碧·崔老妮教授任教占卜學這門學科。然而由於這次的邀請，翡冷翠被其他同類認為他是人馬的背叛者作攻擊，所幸的是他獲魯霸·海格營救，因此翡冷翠於一次占卜課後請哈利轉告海格指他對其命運的占卜。
在桃樂絲·恩不里居離開霍格華茲後，由於翡冷翠已經回不去人馬族群當中生活，因此他跟崔老妮教授共同分擔教授占卜學課程的工作。不過翡冷翠似乎於裡出面勸說人馬參與霍格華茲大戰，共同抵禦食死人。據作者J·K·羅琳在訪問中表示，翡冷翠已重新獲得人馬族群接受，並選擇離職回歸禁忌森林中生活。

### 吉德羅·洛哈
吉德羅·洛哈（Gilderoy Lockhart）是一位受歡迎的作家，他寫了許多關於他遇到黑暗生物的冒險小說，是個矯揉造作的巫師界名人。在中，洛哈獲霍格華茲聘為黑魔法防禦術教授，他不太受校內的大部分的教職員的歡迎，尤其是石內卜。然而，他受到許多校內的人青睞，尤其是那些認為他很有吸引力的女性（包括妙麗和衛斯理的母親茉莉·衛斯理）。哈利有許多不喜歡他的原因：他的傲慢、他認為哈利乘坐衛斯理先生的飛天汽車到霍格華茲是希望尋求進一步的關注；他愛好親自分發其親筆簽名照片，以及他利用簡單的魔法也能帶來麻煩事（如治療哈利手臂的骨折，卻不慎移除了哈利手臂內的骨頭）。
洛哈於中拒絕進入消失的密室，更向榮恩及哈利透露自己從未執行過小說中所記錄的那些驚人壯舉，他只是竊取其他巫師和女巫的經歷當作成自己的經歷，並以其擅長的記憶咒（Memory Charm）來抹去當事人的記憶，以防止他們揭露真相，這說明了他是一名騙子和懦夫。他試圖用榮恩那折斷並已損壞了的魔杖對哈利與榮恩施展記憶咒，但記憶咒遭反彈結果讓他近乎患上完全的失憶症。
在中，哈利於聖誕節期間到聖蒙果醫院探望亞瑟·衛斯理期間遇到洛哈，洛哈的記憶還沒有得到恢復，但他為自己能夠寫得到「連體字母」而孩子氣地感到自豪。他仍然享受著簽署其親筆簽名照片和仍然收到粉絲的來信，儘管他自己也不明白為何。在哈利來說，他為洛哈的失憶症感到一絲內疚，但他安慰自己指事實是洛哈個人犯錯而造成的後果。儘管院方竭盡全力治癒他，然而洛哈的失憶症始終也無法完全康復，截至現在他仍留在聖蒙果醫院的長期護理病房接受治療。哈利與榮恩從未向外透露其欺詐行為。
羅琳指洛哈是她唯一根據現實生活的人物為原型而寫的角色。此角色的靈感是來自一位未透露姓名的熟人──「比起她虛構的對手更令人反感」和「過去常常設計利用謊言來講述並組織掩飾其過去的生活，所有這些都是為了證明他是一個多麼了不起、勇敢和才華橫溢的人。」
在《消失的密室》的電影中，吉德羅·洛哈的角色由簡尼夫·班納飾演。在片尾的字幕後的一個場景中，該片段講述洛哈於斜角巷進行新書發售；其最新出版的書籍名為《我是誰？》，封面印有一幅顯示著他正穿著拘束衣的他正心不在焉地哼歌的照片。

### 赫瑞司·史拉轟
赫瑞司·史拉轟（英語：Horace Slughorn）是《混血王子的背叛》登場的新角色，也是《哈利波特》系列中第一個挑戰學院刻板印象的史萊哲林正面角色。他沒有血統歧視，會邀請他青睞的學生加入「史拉俱樂部（英語：Slug Club）」，建立他自己的人脈網。在《死神的聖物》中，剛開始他猶豫是否要參加霍格華茲大戰，但是他沒有逃跑，招募了大量的援軍加入大戰，並且在最後與麥米奈娃、金利·俠鉤帽一起跟佛地魔決鬥。

### 麥米奈娃
麥米奈娃是霍格華茲的變形學教授、葛來分多學院導師，她於1956年12月開始在霍格華茲任教。她是鄧不利多校長最忠誠的支持者，並在他手下擔任副校長。鄧不利多死後，她繼任為新校長。她於中首次登場，當時她跟鄧不利多校長一起到哈利的佩妮阿姨（Aunt Petunia）與威農·德斯禮（Vernon Dursley）姨丈位於水蠟樹街4號的家門。麥米奈娃被描述為一個身材高佻、深棕髮並經常束著一個緊緊的髮髻，看似是相當嚴肅的女士，並且是一位有名的嚴師。她經常戴著尖帽子並穿著翡翠綠色的長袍，總是帶著一種非常淑女模樣的表達方式。她的說話帶有輕微的蘇格蘭口音。根據作者所述，她是個年約70歲的充滿活力的女巫。麥教授所戴的方形眼鏡匹配著其英國短毛貓與銀色虎斑貓的化獸師造型；她是該系列中首個介紹的傑出化獸師，雖然她較少被看到運用此能力，然而她是該世紀註冊了的七位化獸師之一。哈利對她的直接印象是她不喜歡他人干擾她的教學，也不允許別人打斷她說話。她喜歡花呢格紋，她的手帕和至少有一頂帽子，以及晨袍和禮服長袍都是使用這種構圖。電影中，麥教授經常穿戴一些蘇格蘭胸針，伴隨著特定蘇格蘭風格的瑪瑙和煙水晶。
在中，麥教授看到哈利首次使用掃帚就能巧妙地飛行，於是她便向葛來分多學院的魁地奇隊建議由哈利填補搜捕手的位置，並送他掃帚（儘管一年級學生通常禁止進行該項運動或擁有掃帚）。事實上她經常聽到李·喬丹時常於比賽中帶有偏見的評論，這間接地透露麥教授本身是個狂熱的魁地奇球迷，以致她在一些場合放下其平時的言行舉止。此外，雖然她是個嚴謹的嚴守紀律者，然而她經常間接地協助哈利進行不符合學校的嚴格規則範圍裡的活動，例如：她容許哈利與他的朋友於變形學課室裡練習三巫鬥法大賽的任務。她向哈利承諾會盡能力協助他達成當正氣師（Auror）的目標。儘管麥教授表面上很嚴厲，但她心中隱藏著濃厚的慈愛，並帶著一系列的情緒，有時非常情緒化，這往往會讓她的同事和學生們感到驚訝。
在《鳳凰會的密令》中，麥教授是鳳凰會的成員之一。她跟魔法部官員桃樂絲·恩不里居處不來，她們非常討厭對方。在魔法部授意之下，恩不里居不斷干涉霍格華茲的校務，尤其是鄧不利多與麥教授，更是她的眼中釘。麥教授在無形中對魔法部作出反抗，並發誓要協助哈利成為正氣師的願望，主要是為了抵制恩不里居，並且忽略她。麥教授甚至協助皮皮鬼以及學生們對恩不里居進行破壞性的惡作劇。當麥教授試圖阻止恩不里居和她的魔法部同僚不公正地以武力把魯霸·海格帶走，在她拿出魔杖前，她在沒有被警告的情況下受到四個昏迷咒攻擊，而海格逃走了。麥教授於昏迷狀態下被送到聖蒙果魔法疾病與傷害醫院，並在那裡住了一段時間來康復。麥教授於該小說尾聲時返回霍格華茲，她暫時需要使用拐杖作攙扶。在鄧不利多於中去世後，她便成為霍格華茲的代理校長，後於《哈利波特：被詛咒的孩子》轉為正職。
鄧不利多去世後，受佛地魔以蠻橫咒操控的派厄思·希克泥（Pius Thicknesse）以佛地魔代理人的身份成為了新任的魔法部部長，並任命石內卜作校長。食死人卡羅兄妹取代了麥教授作為副校長。儘管學校經過許多轉變，麥教授仍然是葛來分多學院的導師。在霍格華茲大戰前夕，雷文克勞塔找到被露娜·羅古德驚呆了的艾米克·卡羅，而其妹艾朵·卡羅正尋找哈利·波特。當愛朵告訴她知道佛地魔向他們警告指哈利·波特將闖進雷文克勞塔，她很憤怒地告訴他，指哈利不會到雷文克勞學院，因為哈利是屬於她的葛來分多學院，然而她的憤怒之下藏了一絲自豪。當艾米克表明責怪雷文克勞學生以推卸他妹妹的狀況，她立即作出干預，並怒斥卡羅兄妹「懦弱、無能、無知」。艾米克吐唾液到她臉上，一直躲於隱形斗篷下的哈利現身並向艾米克施展酷刑咒（Cruciatus Curse），來保護他的老師兼朋友。哈利隨後通知麥教授，說佛地魔將要前來，於是他們把兄妹二人綁了起來，然後喚出三個護法，她以化獸師的三種形式來通知其餘三位學院導師以及所有教授，讓學校盡快做好迎戰準備。。在她尋找其他學院負責人時，她遇到了石內卜，當他問及哈利的下落，她沒有意識到石內卜是為了正派而充當叛徒的身分，以及她並不知道石內卜有著重要的訊息給哈利，於是她對其作出攻擊，二人展開一場激烈的決鬥。在芽菜教授及孚立維教授的協助下，她成功擊退了石內卜。當麥教授重新行使學校的管理權，她進行抵禦佛地魔的行動以確保哈利能夠完成鄧不利多給他的任務。她再次疏散校內未成年的學生，以確保他們的安全。隨後她帶領著餘下的學生、教職員以及鳳凰會的成員跟佛地魔戰鬥，她於戰鬥中被看見其臉頰被食死人劃下一個大傷口。當哈利表面上被殺後，其悲痛的尖叫聲引起貝拉·雷斯壯大笑起來。最後，她跟金利·俠鉤帽及史拉轟教授一起對付佛地魔。
根據《吟遊詩人皮陀故事集》，麥教授獲證實於大戰後正式成為霍格華茲的校長；然而羅琳在接受訪問時說，麥教授將會在《死神的聖物》結尾時退休（19年後）。
羅琳以羅馬的智慧女神米奈娃（Minerva）來命名麥教授的名字，而她以詩人或悲劇人物威廉·麥格（William McGonagall）的姓氏來命名麥教授的姓氏，那是她喜歡的。

### 帕琵·龐芮夫人
帕琵·龐芮夫人（Madam Poppy Pomfrey）是霍格華茲的醫院側翼中的護士長。她忠誠、技藝嫻熟，不過問病人的私事並且守口如瓶，她對醫院廂房規定非常嚴格。
她擅長治療各種由魔法引致事故的損傷，哈利也經常受她照顧，例如在中，哈利跟奎若教授對峙後於病房中昏迷了三天；哈利於中被洛哈教授使其手臂的骨頭消失，使他度過了一個痛苦難當的晚上以讓其手臂重新長出骨頭，這讓龐芮夫人非常惱火；龐芮夫人於裡照料哈利兩次──一次是在跟赫夫帕夫學院的魁地奇比賽之後，另一次則是在尖叫屋事件之後；她贊同路平教授以巧克力處方來減輕催狂魔的存在對學生的影響，並評論指霍格華茲「終於有黑魔法防禦術教授知道他的治療方法」；她在中再次治療哈利兩次──一次是龍的襲擊，另一次是跟佛地魔對抗之後；在中，她在哈利於魁地奇比賽期間被搏格擊中頭骨後便開始照顧哈利。
其他受到她照顧的人最終讓她暴露了更多其個性：在《消失的密室》中，妙麗因變身水的事故讓她的半身變成了貓的模樣，使她於醫院側翼住了一個月。龐芮夫人也小心翼翼地保守這個秘密；桃樂絲·恩不里居的黨羽在《鳳凰會的密令》中擊暈麥教授之後，龐芮夫人指自己若不是擔心自己不在場時學生會變成怎麼樣的話，她便會辭職以示抗議；在《混血王子的背叛》中，她試圖治癒比爾因灰背的襲擊而留下的傷疤，但沒有取得多大成功，而當她得知鄧不利多的死訊時，她淚流滿面；在《死神的聖物》中，她跟飛七在大戰前監督著霍格華茲的疏散，後來有人看到她照料受傷的戰士。
女演員珍瑪·鍾斯於《消失的密室》、《混血王子的背叛》及《死神的聖物II》的改編電影中飾演龐芮夫人。

### 帕莫娜·芽菜
帕莫娜·芽菜（Pomona Sprout）是草藥學教授和赫夫帕夫學院的負責教授。她被描述為一個白髮飄飄的矮小且肥胖的女巫，她戴著縫補磨損的帽子和破舊的長袍，由於她經常花時間在霍格華茲的溫室裡照料植物，以致其長袍經常被泥土覆蓋。芽菜教授於登場，但直到她教導其二年級學生魔蘋果後，才開始扮演重要角色。她負責把魔蘋果培育至完全成熟，其汁液用來復活被蛇妖石化的受害者。
芽菜教授隨後於裡出現，是赫夫帕夫學院的學院導師。當她熟悉的赫夫帕夫學院學生西追·迪哥里去世後，她安慰了阿默·迪哥里和其妻子。芽菜教授在是哈利的佛地魔復活故事的支持者。她跟許多霍格華茲的教授一樣厭惡恩不里居的存在，並竭盡全力不服從於她。在中的霍格華茲突襲後，芽菜教授堅定擁護霍格華茲保持開放，她也支持鄧不利多應該在霍格華茲安息的建議。芽菜教授參與了鄧不利多的葬禮，在那裡她看起來比昔日任何時候都要潔淨。
在中，芽菜教授跟麥教授、弗立維教授一起把石內卜趕出霍格華茲。得知佛地魔和食死人即將圍攻霍格華茲後，芽菜教授利用自己對魔法植物的知識，製作了攻擊性植物，並在幾名學生的協助下把魔蘋果、毒觸手（Venomous Tentacula）等有毒植物從城堡的牆壁上扔下，迎擊迫近的食死人。《死神的聖物》結尾提及奈威·隆巴頓成為了霍格華茲的新任草藥學教授，然而芽菜教授離職的情況則沒有透露。
在電影《II》中，芽菜教授由米瑞安·瑪格萊斯飾演。

### 奎里納斯·奎若
奎里納斯·奎若（Quirinus Quirrell）是哈利·波特入學首年的黑魔法防禦術教授，並且暗地裡是佛地魔的追隨者。在他於霍格華茲任教之前，海格說他有「聰明的頭腦」，在小說中他是個好老師；在哈利到達霍格華茲之前的一段時間，「他休假一年以獲得一些第一手的經驗」。作者羅琳於2007年7月30日的網絡直播聊天中表示，奎若在過去曾經有一段時間於霍格華茲任教麻瓜研究這門學科，直至哈利入學的同一年才轉職至擔任受詛咒的黑魔法防禦術教授。奎若為了充實自己的所知，他在暑假時抽空旅遊，據說他於黑森林遇到了幾個吸血鬼，又在羅馬尼亞「遇到了一個令人討厭的麻煩女巫」。自那時開始，他便「再也不是原來的樣子」：他回來後總是顯得很緊張，陷入了極為焦慮的心理狀態，開始變得膽小怕事，並且出現了口吃和緊張的抽搐，海格甚至在秋季學期開始之前就說他「害怕一切事物，害怕學生，甚至害怕自己所教的科目。」奎若的裝束包括一條新的紫色頭巾，他聲稱那是非洲王子獎勵他以協助擺脫麻煩喪屍。弗雷和喬治經常開玩笑指，頭巾裡大概裝滿了大蒜來驅趕吸血鬼，其中一部分他們甚至以施了魔法的雪球擊中它。
在中，哈利在海格護送至斜角巷購買學習用品時於破釜酒吧首次遇見奎若教授，接下來就是於霍格華茲的開學宴會上看見奎若跟石內卜交談，然後就是在教授黑魔法防禦術課堂時定期見到他。據奎若本人表示他對山怪特別有辦法，他假意協助鄧不利多安排山怪守護魔法石。在學校的萬聖節宴會上，奎若到交誼廳警告一眾教職員及學生指山怪於地牢出現，然後他便暈倒了（事實上是他把山怪引進霍格華茲），這樣他就可以自由地前往隱藏魔法石的三樓走廊。顯然，石內卜已經懷疑奎若所做的事，他為了阻止他而趕到三樓。在小說的後來，讀者們都知道鄧不利多曾告訴石內卜要留意著他們的黑魔法防禦術教授。奎若後來利用龍蛋來引誘海格透露制服三頭巨犬毛毛（Fluffy）的方式，然而奎若仍無法取得魔法石。然而在這個過程中，石內卜於被三頭巨犬毛毛咬了一口。當哈利與他的朋友們看到石內卜被咬時，他們開始懷疑石內卜是為了自己而尋找魔法石。在魁地奇比賽期間，哈利被某種詛咒使他差點從掃帚上摔下來，而他、榮恩和妙麗都相信是石內卜所為。他們開始懷疑石內卜正試圖竊取隱藏於霍格華茲密室內的魔法石；然而，當哈利終於到達密室時，他才發現真正的壞蛋並非石內卜，而是奎若。
在奎若的歐洲之旅中，他於黑森林發現幾乎活不下去的佛地魔，它自從試圖殺害嬰兒時期的哈利失敗以來一直躲藏起來。奎若被佛地魔所提供的力量迷惑，投身其麾下並跟黑魔王一起回到了英國。奎若能夠以佛地魔的名字來稱呼它，而不是如其他食死人般以黑魔王作稱呼。最初佛地魔容許奎若自主行動──奎若能夠在破釜酒吧中跟哈利握手，並且沒有戴頭巾，這意味著佛地魔還未佔有其身體（雖然這在電影版本中有所改變，奎若於破釜酒吧前已戴著頭巾，和拒絕跟哈利握手）。佛地魔首先利用奎若來計劃潛入鄧不利多存放於古靈閣的金庫竊取於那裡保管的魔法石，但鄧不利多已經派遣海格執行取回魔法石的任務，然後海格和哈利於破釜酒吧裡遇見奎若。
佛地魔為了懲罰奎若未能從古靈閣的金庫中奪回魔法石，他決定密切地關注著新僕人。佛地魔決定侵佔奎若的身體，寄生於其體內，這使得佛地魔的臉孔出現於奎若的光頭後面。及後，奎若利用其紫色頭巾和滿身大蒜氣味來掩飾佛地魔的存在。為了使虛弱的佛地魔活著，奎若不得不獵殺禁忌森林中的獨角獸，並喝掉牠們的血來為佛地魔提供暫時得以維持性命的力量。奎若隨後透露，他就是那個讓山怪進入霍格華茲，並試圖把哈利從掃帚上扔下來的人，而石內卜則是喃喃自語著反詛咒，然而妙麗錯認石內卜是兇手時撞倒他，使奎若的計畫功虧一簣。在故事的高潮部分，當哈利與奎若試圖從意若思鏡中取回魔法石時，佛地魔出現於奎若的後腦勺上，之前被奎若的頭巾遮住了，直接對哈利說話，威脅指若他不協助佛地魔恢復就會把他殺死。在哈利拒絕後，終露出猙獰真面目的奎若試圖以武力奪走魔法石。佛地魔命令奎若攻擊哈利，他拖延著奎若足夠長的時間來讓鄧不利多趕到，此時佛地魔以其非物理形式逃離。由於哈利的母親為了拯救其兒子而犧牲生命，其所施的咒語為哈利提供了保護，以至哈利能繼續受到其母親愛的保護──那是一種古老的魔法──使佛地魔因為跟哈利的接觸而遭受到的痛苦，也導致奎若的死亡，因此鄧不利多評論指佛地魔對其追隨者與其敵人一樣無情。
在奎若去世前，他告訴哈利知道其父親與已故的詹姆·波特和賽佛勒斯·石內卜之間的競爭，說：「你不知道嗎？石內卜跟你父親是同期同學。他們彼此厭惡。」
電影版本的高潮結局跟原著小說略有不同：當奎若攻擊哈利時，哈利的血液為他提供了保護，這是由於他的母親為了拯救他而犧牲自己的生命所提供的，並使哈利能夠親手殺死奎若。哈利也發現當自己跟奎若直接接觸時，其皮膚會立即產生燃燒效果。在最後一擊中，哈利把自己的手放在奎若身上，奎若立即被燒成灰燼。最後佛地魔的精神形態在他逃跑之前讓哈利失去知覺。
儘管小說中從未提及奎若的名字，但在哈利波特官方集換式卡牌遊戲中，角色名字為「奎里納斯」（Quirinus）。英國演員伊恩·哈特於改編電影飾演奎若。

### 西碧·崔老妮
西碧·崔老妮（Sybill Trelawney）是霍格華茲的占卜學教授，她是著名先知卡桑德拉·崔老妮（Cassandra Trelawney）的曾曾孫女，她繼承了其祖先的一些天賦才能。崔老妮被形容為一個像昆蟲般身材嬌小的女人，披著一條帶亮片的閃閃大披肩並戴著許多艷麗的手鐲和戒指。她說話聲音嘶啞，戴著厚厚的眼鏡，這讓她的眼睛看起來顯得放大了。她於霍格華茲北塔的古怪課室是介於「某人的閣樓與老式茶館」之間；它只能通過爬到樓梯的頂部，然後通過設置於天花板上的活板門再爬上梯子才能到達。這個昏暗、氣味濃郁和「令人窒息」的溫暖房間經常影響著學生的覺醒。
崔老妮首次出現於該系列的第三部小說中，當時哈利、榮恩和妙麗開始上占卜學。他們的朋友們普遍都認為崔老妮是個騙子。不過，芭蒂·巴提和文妲·布朗都非常喜歡她並對她印象深刻。根據麥格教授的說法，她作為先知的可信度被她錯誤地預測的習慣所破壞，每年當一個學生去世時，她都會以它作為其班級的問候語。她更深刻的預言似乎只有在她分神的狀態才會發生，並且她也不知道自己在說什麼，之後也沒有記憶。然而，即使她沒有分神，幾乎她所有的預言後來都在小說中被證明是正確的。
在《哈利波特》中的事件發生之前，崔老妮於豬頭酒吧跟鄧不利多面試時陷入了一種預言性的分神狀態，她預言了一個「有能力征服」黑魔王佛地魔的巫師的誕生。這個預言有部分被石內卜偷聽到，他把自己所聽到的內容轉告給佛地魔。這導致佛地魔攻擊波特一家，而相信哈利就是這個孩子的名字。鄧不利多後來透露，該預言就是他讓崔老妮擔任占卜學教授的原因。
崔老妮於中錯誤地預測哈利生於仲冬前後，然而他出生於盛夏（7月31日），後來有人透露該次失誤是因為崔老妮在不知不覺中讀懂了哈利內心深處的佛地魔靈魂碎片。她還準確地向哈利預言了該小說中的高潮事件，包括了彼得·佩迪魯回到佛地魔身邊。
在中，崔老妮首先被恩不里居設下試用期，後來遭解僱了。然而，鄧不利多介入讓崔老妮留在霍格華茲城堡裡，因為鄧不利多認為她於面試時所作出的預言會讓她在霍格華茲外有危險，鄧不利多並從禁忌森林的半人馬群中招募翡冷翠來接替她，作為對恩不里居吐槽的一種方式。當恩不里居被趕下台後，崔老妮於中回到霍格華茲教學，但她必須跟翡冷翠分擔教務，因為當他同意於崔老妮被解僱後接替其職位而被其半人馬同伴驅逐，她認為這是一種憤怒。
在中，崔老妮被看到她透過在食死人身上神奇地加速其水晶球以在霍格華茲大戰中提供協助。她用其中一個水晶球來保護學生文妲·布朗免受焚銳·灰背的襲擊。在改編電影《死神的聖物II》中，有人看到她在芭蒂·巴提的協助下覆蓋著某人的身體。
在英國版本的小說中，崔老妮的名字──西碧──它一直拼寫為「Sybill」；在美國版中，從她第一次出現於《阿茲卡班的逃犯》到《鳳凰會的密令》，其名字拼寫為「Sibyll」。然而在美國版本的《混血王子的背叛》中，該名字重新拼寫為「Sybill」以跟英國版本互相匹配。在《阿茲卡班的逃犯》、《鳳凰會的密令》及《死神的聖物II》中，西碧·崔老妮一角由艾瑪·湯普遜飾演。

## 學院幽靈
霍格華茲各學院至少有一共二十個幽靈，但是當小說中的人物談到霍格華茲的幽靈時，他們指的通常是霍格華茲四個學院的常駐幽靈：
- 血腥男爵（The Bloody Baron）：史萊哲林學院的幽靈；
- 快活的胖修士（The jovial Fat Friar）：赫夫帕夫學院的幽靈；
- 灰女士（The Grey Lady）：她在世時就是海倫娜·雷文克勞，雷文克勞學院的幽靈；
- 尼古拉斯·德·明西-波平頓爵士（Sir Nicholas de Mimsy-Porpington） ：葛來分多學院幾乎被斬首的幽靈（或者正如學生們所說，差點沒頭的尼克）。

這些幽靈似乎充當著學生顧問和助手的角色；而尼克經常在不確定或危機時為哈利提供協助。
儘管學院之間存在著敵意，然而各學院的幽靈卻相處得很好。差點沒頭的尼克對血腥男爵十分尊重，並無法想像與他打架；而胖修士則代表惡作劇皮皮鬼懇求允許它參加歡迎宴會，儘管其過往曾經有過的不當行為。在中，尼克保護著海倫娜，只是不情願地告訴哈利如何找到她。

### 血腥男爵
血腥男爵是史萊哲林學院的幽靈。他是除了鄧不利多、弗雷與喬治·衛斯理之外，唯一可以控制惡作劇皮皮鬼的人；皮皮鬼不知出於什麼原因害怕他，它們會稱他為「血腥陛下」和「男爵先生」。
在的小說中，當問及差點沒頭的尼克指為何男爵如此血腥時，尼克巧妙地評論指「他從來沒有問過」。血腥男爵的綽號源於他渾身是血，在他幽靈般的身軀上呈現為銀色。海倫娜·雷文克勞於裡跟哈利解釋指，男爵於二人還在世的時候就已愛慕著她，當她帶著其母親羅威娜·雷文克勞的王冕逃跑時，羅威娜派遣男爵追尋海倫娜，因為她知道若非找到海倫娜的話，他將不會停下來。當海倫娜拒絕跟他一起回去時，男爵在一怒之下把她殺了，然後在悔恨中以同樣的武器自殺死了。成為幽靈後的他從那時起便一直出沒於霍格華茲，身上背滿鎖鏈以作為殺死愛人的一種懺悔。
特倫斯·貝拿於第一集電影中飾演血腥男爵，他跟小說中的角色相反，男爵一角於電影中是充滿歡樂的，他以自己的劍開玩笑地掠過學院分類盛宴，這讓其學院裡的人很歡樂。

### 胖修士
胖修士是赫夫帕夫學院的幽靈，他是一個性格和善、快樂而且非常寬容的幽靈，他經常建議給皮皮鬼再一次的機會，或者原諒任何不幸。
演員西蒙·費舍爾-貝克爾於電影中飾演胖修士。

### 灰女士
灰女士是雷文克勞學院的幽靈，其本名為海倫娜·雷文克勞。揭曉，灰女士是的女兒，她是唯一與霍格華茲創始人有關的學院幽靈。海倫娜告訴哈利指她從母親那裡偷得雷文克勞的王冕，以試圖變得比其母親更聰明。垂死的羅威娜·雷文克勞渴望再次見到其女兒，於是她派遣血腥男爵去尋找她，因為她知道若非找到海倫娜，血腥男爵在把她帶回來之前不會休息，部分原因是因為他愛上了海倫娜。然而，躲在阿爾巴尼亞森林的海倫娜拒絕跟男爵一起歸去，血腥男爵在盲目憤怒的一瞬間裡，把刀刺向海倫娜的胸膛使她死去。滿懷悔恨的血腥男爵依次使用相同的武器自殺，並戴著作為懺悔的鍊子，「這是他應該做的」，灰女士說。該王冕一直留在阿爾巴尼亞森林的樹洞中，直至湯姆·瑞斗設法從灰女士那裡得知這個故事。一直在尋找具有歷史意義的物品來製作分靈體的瑞斗，後來從阿爾巴尼亞取回了王冕，並在多年後返回霍格華茲城堡時把它藏於萬應室之中。直至哈利·波特說服她把王冕的位置告訴他，讓哈利又成功摧毀成為了分靈體的王冕。
在第一集電影中，灰女士的角色由妮娜·楊飾演，而凱莉·麥當勞於中飾演該角色。
根據羅琳寫給演員妮娜·楊的一封信，灰女士是「一位知識淵博的年輕女子...她從未找到真愛，因為她從未找到一個符合她標準的男士」。

### 差點沒頭的尼克
差點沒頭的尼克，全名為尼古拉斯·德·明西-波平頓爵士，是葛來分多學院的幽靈。
據說尼克於1492年因一次試圖替格麗夫女士把牙齒矯正時，因咒語不慎出錯而被判處斬首。然而，由於劊子手的斧頭是鈍的，在砍了45刀之後，尼克的頭顱仍然被薄薄的一條皮膚連於脖子上。作為幽靈的尼克，他對於自己的頭顱跟身體並未完全分離的事表現得相當介意，最大的願望就是成為無頭騎士狩獵團的一員，這種渴望曾於系列的作品（尤其在第二本小說中提到）中獲多次表達，然而他被排除在外，因為他實際上並非「無頭」的（他只是幾乎無頭），並且永遠無法能夠完全參加活動（如頭頂馬球活動）。
哈利約於一年級的時候在霍格華茲的地牢參加其「死亡日」（事件發生500週年）派對而成為朋友。尼克的死亡日期為1492年10月31日，此特點作為整個哈利波特故事系列年表的基礎，此時間線直到被詹姆與莉莉於裡的墓碑得到確認。
在中，尼克是金妮·衛斯理於湯姆·瑞斗的影響下釋放蛇妖的受害者，蛇妖的凝視對於任何直視牠的活著生命體來說都是致命的，而那些間接地跟牠的目光相遇，不論是透過反射還是通過其他東西看到牠，他們都只會被石化而不會被殺。尼克是唯一直視蛇妖的人，但他也只是被石化了，因為他是個幽靈，不會有第二次的死亡。尼克半透明的身軀還為赫夫帕夫學院的學生賈斯汀芬奇·弗萊奇利提供了保護免於死亡，從而也使他只是被石化了。在該事件中曾被蛇妖石化的尼克，後來獲芽菜教授的魔蘋果治癒。
這個角色再次出現於中，他一直對天狼星身亡後的哈利提供安慰，使他希望往後還能以幽靈的狀態看到天狼星。尼克解釋指，只有害怕死亡並拒絕繼續前進的女巫和巫師才能成為幽靈，這讓哈利與小天狼星能夠交流的希望破滅了。他於裡短暫出現，當時哈利要求尼克帶他去見灰女士。
在電影系列中，描繪此角色的演員是約翰·克里斯，而他只出現於首兩齣電影中。

### 其他幽靈
- 皮皮鬼：一個次要的角色，他有著細小的身軀和紫色的皮膚，寄居在霍格華茲，生活過得十分惬意。喜愛捉弄學生，有時連教師和幽靈都玩。但經常搗蛋，搞破壞，為霍格華茲帶來莫大的煩惱。曾經向弗雷脫帽致敬，接續惡整恩不理居的行動，霍格華茲大戰時也幫了忙。血腥男爵是唯一能嚇住他的。曾經有其他幽靈明言「其實他根本就不能算是個幽靈」。因為他實際上是一個喧鬧鬼。但他同樣也對霍格華茲校長阿不思·鄧不利多懷有敬畏之心。
- ：霍格華茲唯一一個幽靈教授，專門教授魔法史。
- 愛哭鬼麥朵：50年前的霍格華茲學生，因為躲在廁所哭泣時，遇到湯姆·瑞斗打開密室召喚蛇妖，因正视蛇妖眼睛而死，成為50年前第一次密室事件中唯一一位犧牲者。
- 帕特里克·德兰尼-波德摩先生：無頭獵手隊成員。
- 湯姆·瑞斗：湯姆·瑞斗的日記裡的靈魂碎片，有著16歲的面貌，企圖藉金妮失蹤引誘哈利打開密室，日記被摧毀之後便消失。

## 歷任校長
| 中文名字        | 英文名字               | 在任期間                 | 簡介                                                      |
| --------------- | ---------------------- | ------------------------ | --------------------------------------------------------- |
| 阿不思·鄧不利多 | Albus Dumbledore       | 1955年—1995年            | 賽佛勒斯·石內卜的前一任校長。                             |
|                 | Armando Dippet         | 1926年—1955年            | 阿不思·鄧不利多的前一任校長，佛地魔學生時期的校長。       |
| 岱思特·福球     | Dexter Fortescue       | 不詳                     |                                                           |
| 得麗·德溫       | Dilys Derwent          | 1741年—1768年            | 1722-1741年是聖蒙果醫院的治療師。                         |
|                 | Dolores Umbridge       | 1995年—1996年6月（代理） | 魔法部強行介入，代理校長一年多，企圖取代阿不思·鄧不利多。 |
|                 | Everard Proudfoot      | 不詳                     | 霍格華茲歷任校長之一。                                    |
|                 | Minerva McGonagall     | 1998年5月至今            | 霍格華茲歷任校長之一。                                    |
|                 | Phineas Nigellus Black | 1847年—1926年            | 小天狼星的曾曾祖父，可能是的前一任校長。                  |
|                 | Severus Snape          | 1997年6月—1998年5月      | 麥米奈娃的前一任校長。                                    |

## 肖像
| 中文名字        | 英文名字               | 簡介 |
| --------------- | ---------------------- | --- |
| 阿不思·鄧不利多 | Albus Dumbledore       | 賽佛勒斯·石內卜的前一任校長。其肖像於《》尾聲懸掛在霍格華茲校長辦公室內。                                       |
|                 | Armando Dippet         | 阿不思·鄧不利多的前任校長，佛地魔學生時期的校長。其肖像懸掛於霍格華茲校長辦公室內。                             |
| 岱思特·福球     | Dexter Fortescue       | 其肖像懸掛於霍格華茲校長辦公室內。                                                                              |
| 得麗·德溫       | Dilys Derwent          | 1722年—1741年是聖蒙果醫院的治療師，其肖像連接到聖蒙果魔法疾病與傷害醫院。                                       |
|                 | Everard Proudfoot      | 其肖像連接至魔法部。                                                                                            |
|                 | Phineas Nigellus Black | 小天狼星的曾曾祖父，可能是的前一任校長，其肖像連接至古里某街12號的布萊克家族大宅，其畫框後來被妙麗·格蘭傑帶走。 |
|                 | Ariana Dumbledore      | 豬頭酒吧連接至霍格華茲萬應室的肖像。                                                                            |
| 克雷            | Elfrida Cragg          | 魔法部連接至霍格華茲的肖像。                                                                                    |
| 卡多甘爵士      | Sir Cadogan            | 1993年曾代替胖女士守護著葛來分多塔的入口。                                                                      |
| 胖女士          | The Fat Lady           | 守護著葛來分多塔入口的肖像。                                                                                    |
| 紫羅蘭（小紫）  | Violet                 | 胖女士的好友，連接到聖蒙果魔法疾病與傷害醫院。                                                                  |

## 其他備註
1. ↑  中，霍格華茲副校長麥教授曾對哈利波特說：「我們老師的魔法都很高強，波特，這你是知道的。」
2. ↑  代替魔法部部長頒布魔法部決議的《教育章程》。